# Louis Gustave Cambier

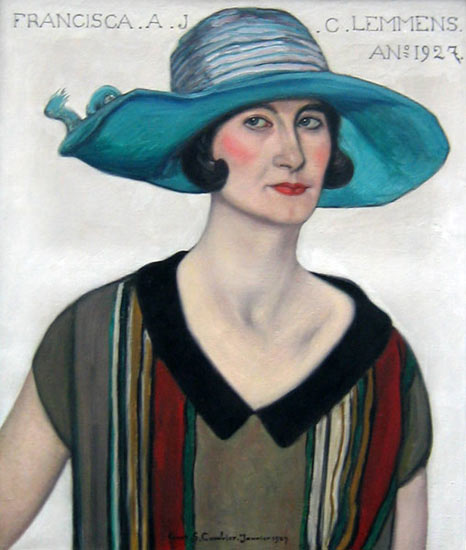
Porträt von Francisca Lemmens

Louis Gustave Cambier (* 13. Juni 1874 in Schaerbeek; † 23. Mai 1949 in Ixelles) war ein belgischer Maler, Radierer und Bildhauer.
Cambier studierte an der Académie royale des Beaux-Arts de Bruxelles bei Jean-François Portaels, Jean-Joseph Jaquet und Louis-Eugène Simonis. Er war 1898 Mitbegründer der Brüsseler Künstlergruppe „Le Labeur“.
Er unternahm eine Studienreise nach Jerusalem. Er reiste auch in die Bretagne, nach Italien und in die Türkei. Er malte Porträts, Landschaften, Stillleben und Genreszenen. Er beschäftigte sich auch mit den Radierungen und der Bildhauerei.
Er kam nach Paris und studierte an der Académie Ranson. Er war mit Paul Signac, Maurice Denis, Ker-Xavier Roussel und Paul Sérusier befreundet. Während des Ersten Weltkriegs war er Professor für Bildhauerei an der Akademie von Nizza. Zu seinen Studenten gehörte Henri Matisse. Anschließend lebte er in Cagnes, wo er Auguste Renoir und Paul Signac traf.
Er wurde zum Mitglied der Académie royale des beaux-arts de Bruxelles gewählt, erhielt eine lobende Erwähnung im Salon der französischen Künstler im Jahr 1906.
Zurück in Belgien nach 1920 widmete sich Cambier dem Porträt seiner Zeitgenossen in einem präzisen Renaissance-Stil. Er nahm an zahlreichen Ausstellungen in Brüssel, Antwerpen, Gent, Namur, Nizza, und Wien teil.